# Стоян Тарапуза
Стоян Тарапуза (на македонска литературна норма: Стојан Тарапуза) е северномакедонски поет.

## Биография
Тарапуза е роден на 29 декември 1933 година в Злетово, Източна Македония. Завършва Висшата педагогическа академия в Скопие. Работи в издателство „Детска радост“, „Наша книга“ и в Македонското радио. Член е на Дружеството на писателите на Македония от 1966 година.

## Творчество
Издадени са над 50 книги на Стоян Тарапуза. Някои от тях са преведени и на други езици, а негови стихове са включвани в поетични антологии. Самият той превежда от сърбохърватски език. Редактор е на антологията с песни за деца от македонската и световната народна и художествена поезия - „Сребрени ѕвончиња“ (Сребърни звънчета).
- „Црвено растење“ („Червено растене“, поезия, 1961)
- „Во каменот ден“ („В каменния ден“, поезия, 1965)
- „Грејни сонце“ („Грейни, слънце“, поезия за деца, 1966)
- „Полно кајче желби“ („Пълно кайче жалби“, поезия за деца, 1967)
- „Дамбара, думбара“ (поезия за деца, 1969)
- „Цвет и злато“ („Цвят и злато“, поезия за деца, 1970)
- Очиња поточиња („Очи потоци“, поезия, 1972)
- „Деновирки“ (поезия за деца, 1975)
- „Седум брода“ („Седем брода“, поезия за деца, 1978)
- „Облак се поти“ (поезия за деца, 1984)
- „Под стреата на ѕвездите“ („Под стряхата на звездите“, поезия за деца, 1985)
- „Со два ата по два пата“ („С два ата по два пътя“, поезия за деца, 1987)
- „Цветови од зборови“ („Цветове от думи“, книжка с картинки и стихове, 1988)
- „Училиште за кловнови“ („Училище за клоуни“, 1989)
- „Поглед низ двоглед“ („Поглед към двоглед“, поезия за деца, 1990)
- „Мое твое-погоди што е“ („Мое твое – познай що е“, гатанки в стихове, 1991)
- „Брзалки без врзалки“ („Бързалки без връзки“, скоропоговорки, 1992)
- „Златици-крилатици“ (поезия за деца, 1993)
- „Ѕуница пауница“ („Дзуница пауница“, поезия за деца, 1993)
- „Зборови по дворови“ („Думи по дворове“, поезия за деца, 1993)
- „Шарки-жарки“ (поезия за деца, 1995)
- „Зеници ѕвезденици“ („Зеници звезденици“, поезия за деца, 1998)
- „Цветулки со светулки“ („Цветулки със светулки“, поезия за деца, 2000)
- „Насликано време“ („Изрисувано време“, поезия за деца, 2015)
- „Скаменет сон“ („Окаменен сън“, поезия, 2017)